# Футбольный союз Черногории
Футбольный союз Черногории (черног. Fudbalski savez Crne Gore — организация, осуществляющая контроль и управление футболом в Черногории. Штаб-квартира располагается в Подгорице. ФСЧ основан в 1931 году. После провозглашения независимости Черногории от Сербии и Черногории ФСЧ в 2007 году вступил в ФИФА и УЕФА. Союз управляет национальными сборными по футболу:
- Главная национальная сборная
- Молодёжная сборная
- Юношеская сборная

Также под эгидой союза проводятся соревнования в Первой лиге, Второй лиге и Кубке. ФСЧ ежегодно присуждает лучшему футболисту Черногории титул Футболист года. Главой союза с момента образования является знаменитый в прошлом игрок Деян Савичевич.